# Krupp (industrifamilj)

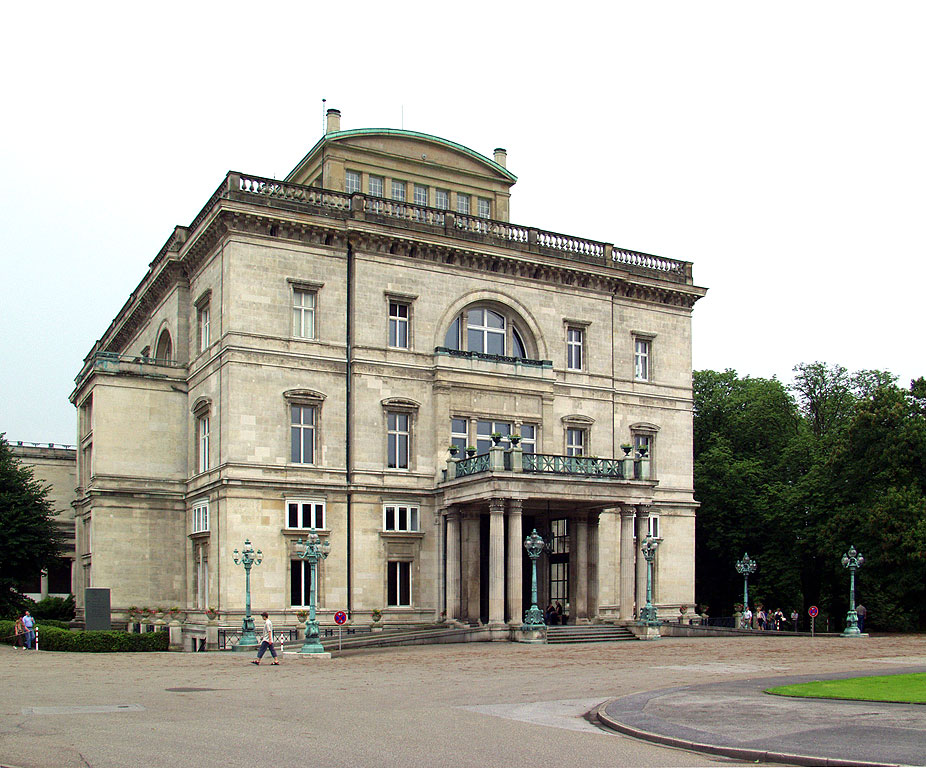
Villa Hügel - familjen Krupps residens från 1870-talet och fram till 1945.

Krupp, industrifamilj från Essen, Tyskland, mest kända för Kruppkoncernen.
Familjen har som få andra familjer spelat en vital roll i Tysklands industri och politik. Under 1800-talet växte Kruppverken till en av världens största stål- och vapenindustrier och makten över företaget gick i arv. Familjen Krupp har liknats vid gamla tiders kungar med dess undersåtar, i detta fall arbetarna i Krupps gruvor och fabriker koncentrerade till Ruhrområdet.
Familjens historia i Essen går tillbaka till 1500-talet då man etablerade sig som köpmannafamilj. Steget till gruv- och stålindustrin togs av Helene Amelie Krupp som köpte en gruva i Sterkrade utanför Essen. Den drevs av barnbarnet Friedrich Krupp men såldes senare. Friedrich Krupp återkom i branschen när han startade ett gjutstålsgjuteri 1811 - det som blev Kruppkoncernen.
Familjens uppgång startade då Alfred Krupp tog över familjeföretaget från sin far Friedrich Krupp efter dennes död 1826. Alfred Krupp tog över ett skuldtyngt företag tillsammans med sin mor och kunde från 14 års ålder börja utveckla vad som vid hans död 1887 hade blivit en världskoncern.
Efter Alfred Krupps död 1887 blev hans son Friedrich Alfred Krupp familjens överhuvud och ledde företaget vidare expansion fram till sin död 1902. Friedrich Alfreds dotter Bertha ärvde företaget men då hon var bara var i tonåren kom man att omvandla koncernen till ett aktiebolag under namnet Fried. Krupp AG 1903 med hennes mor Margarethe som ansvarig i dotterns ställe. Bertha Krupp gifte sig med diplomaten Gustav von Bohlen und Halbach och han skulle komma att ta över ledningen av företaget från 1906. 1907 föddes sonen Alfried von Bohlen und Halbach.
Ett utpräglat överklass för familjens medlemmar har flera böcker skrivit om där man investerade stora summor i olika residens etc. Familjens huvudresidens var från 1870-talet fram till 1945 Villa Hügel i Essen. Flera fall i familjen som handlar om galenskap i olika grader har också skildrats och hur detta påverkat familjen och företaget. Efter Andra världskriget ställdes Alfried Krupp von Bohlen und Halbach och Gustav Krupp von Bohlen und Halbach inför rätta för krigsförbrytelser. Alfried Krupp dömdes medan Gustav Krupp av hälsoskäl inte blev åtalad.
Den sista Krupp som styrde företaget ("den siste Krupp") var Alfried Krupp von Bohlen und Halbach som avled 1967. I samband med hans död skapades en stiftelse för företaget. Hans son Arndt von Bohlen und Halbach tog aldrig över företaget. Han avled 1986.

## Familjemedlemmar
De ledande familjemedlemmarna. Gustav von Bohlen und Halbach införde sitt namn i släkten. Han kom att lägga till Krupp i sitt namn vilket var högst ovanligt vid denna tid. Gustavs son Alfried lade först vid sitt tillträde som koncernchef till namnet Krupp till von Bohlen und Halbach.
- Friedrich Krupp
- Alfred Krupp
- Friedrich Alfred Krupp
- Bertha Krupp von Bohlen und Halbach
- Gustav Krupp von Bohlen und Halbach
- Alfried Krupp von Bohlen und Halbach
- Arndt Krupp von Bohlen und Halbach
- Margarethe Krupp